# 菲洛 (伊利諾伊州)
菲洛（英語：Philo）是位於美國伊利諾伊州尚佩恩縣的一個村落。

## 地理
菲洛的座標為40°00′19″N 88°09′23″W / 40.00528°N 88.15639°W，而該地最高點為海拔高度223米（即733英尺）。

## 人口
根據2010年美國人口普查的數據，菲洛的面積為2.13平方千米，當中陸地面積為2.13平方千米，而水域面積為0.00平方千米。當地共有人口1466人，而人口密度為每平方千米688人。